# Hypnum deplanatum
Hypnum deplanatum là một loài Rêu trong họ Hypnaceae. Loài này được Bruch & Schimp. ex Sull. mô tả khoa học đầu tiên năm 1848.